# クッセリ
クッセリ（フランス語: Kousséri）は、カメルーン北部の極北州にある、人口およそ10万人の都市。

## 概要
首都ヤウンデからは北に約1,000km離れている。
2010年の国勢調査によると、人口は101,246人。最近ではチャドからの難民によって人口が増加している。シュワ族のアラブ人が人口の大半を占めており、アラビア語チャド方言が共通語として使用されている。

## 地理
カメルーンとチャドの国境を流れる、シャリ川とロゴーヌ川の合流点に位置する。面積は160km2。川の対岸にはチャドの首都であるンジャメナがあり、クッセリとはンゲリ橋で繋がっている。
この地域はサヘル地帯に属する。一年のほとんどが灼熱の暑さであり、雨季はわずか3～5ヶ月のみ。年間降水量はおよそ500〜600mmである。年間平均気温は約27℃であり、一年間で最も高い4月の平均最高気温は約42℃。植生はサバンナ。

## 歴史
クッセリは、1396年から1893年まで存在したボルヌ王国の重要な場所だった。
1900年4月22日、クッセリ近郊で、フランスのシャリ＝バギルミ地域占領計画からクッセリの戦いが勃発した。フランスが編成したアルジェリア、ニジェール、コンゴからの3つの部隊がクッセリに進撃した。結果フランスが勝利したことにより、フランスがチャドを正式に統治することとなった。第一次世界大戦でカメルーンがフランス領とイギリス領に分割されると、クッセリはフランスの統治下に置かれた。
1955年暴動が発生したが、フランス当局によって鎮圧された。1956年、カメルーンに独自の政府を持つ自治権が与えられると、1960年1月1日にはカメルーン共和国として独立した。しかしフランスに対する反乱は内戦に発展し、1970年代まで続いた。

## 風景

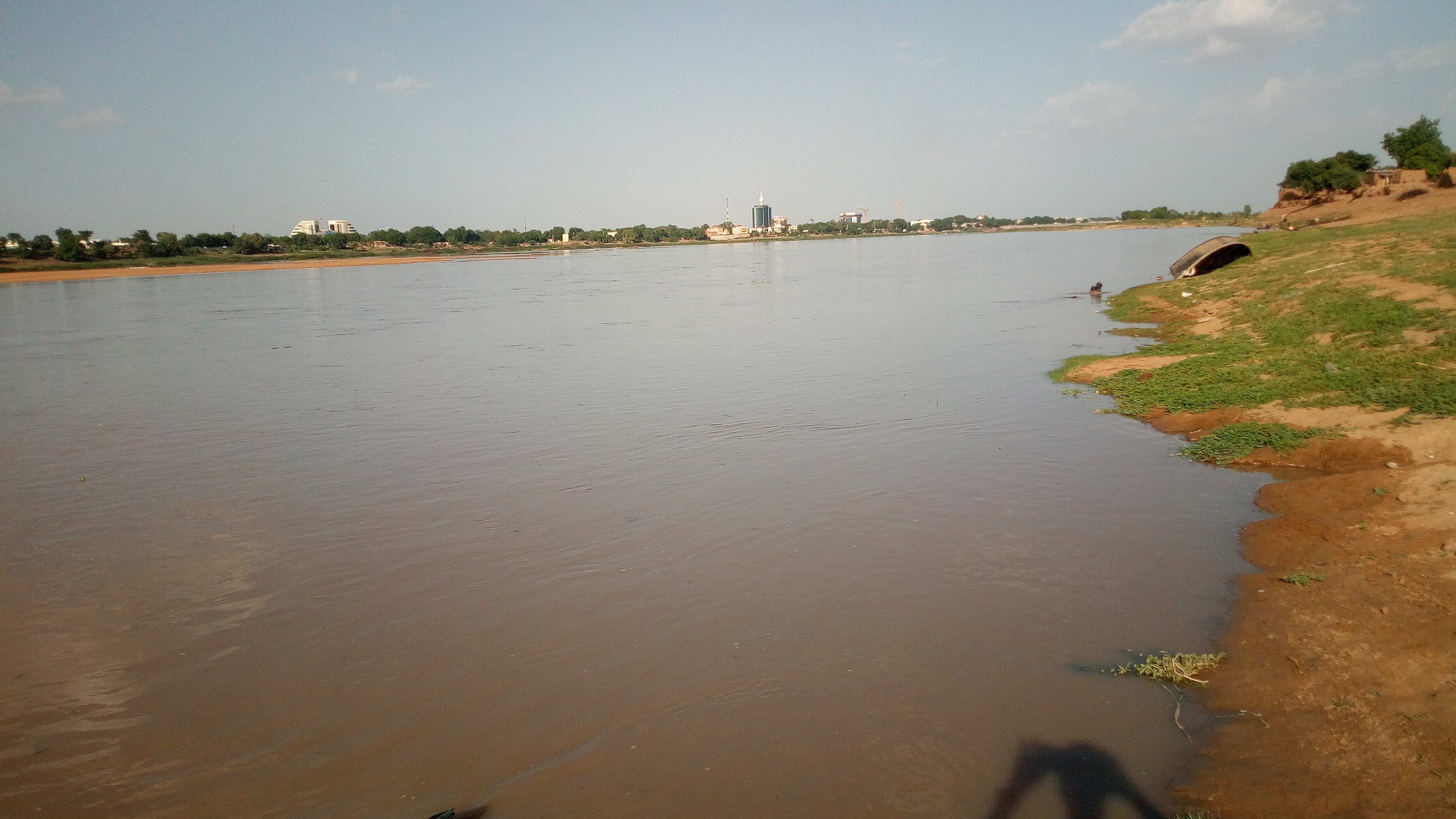
クッセリから見たシャリ川
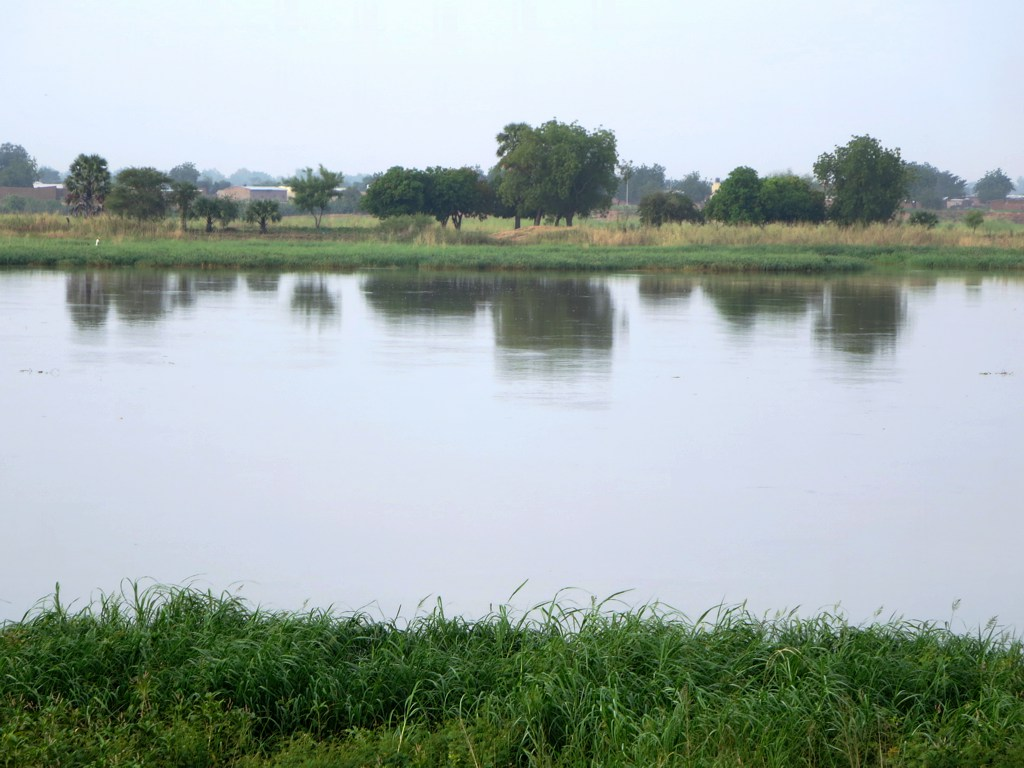
ンジャメナから見たシャリ川
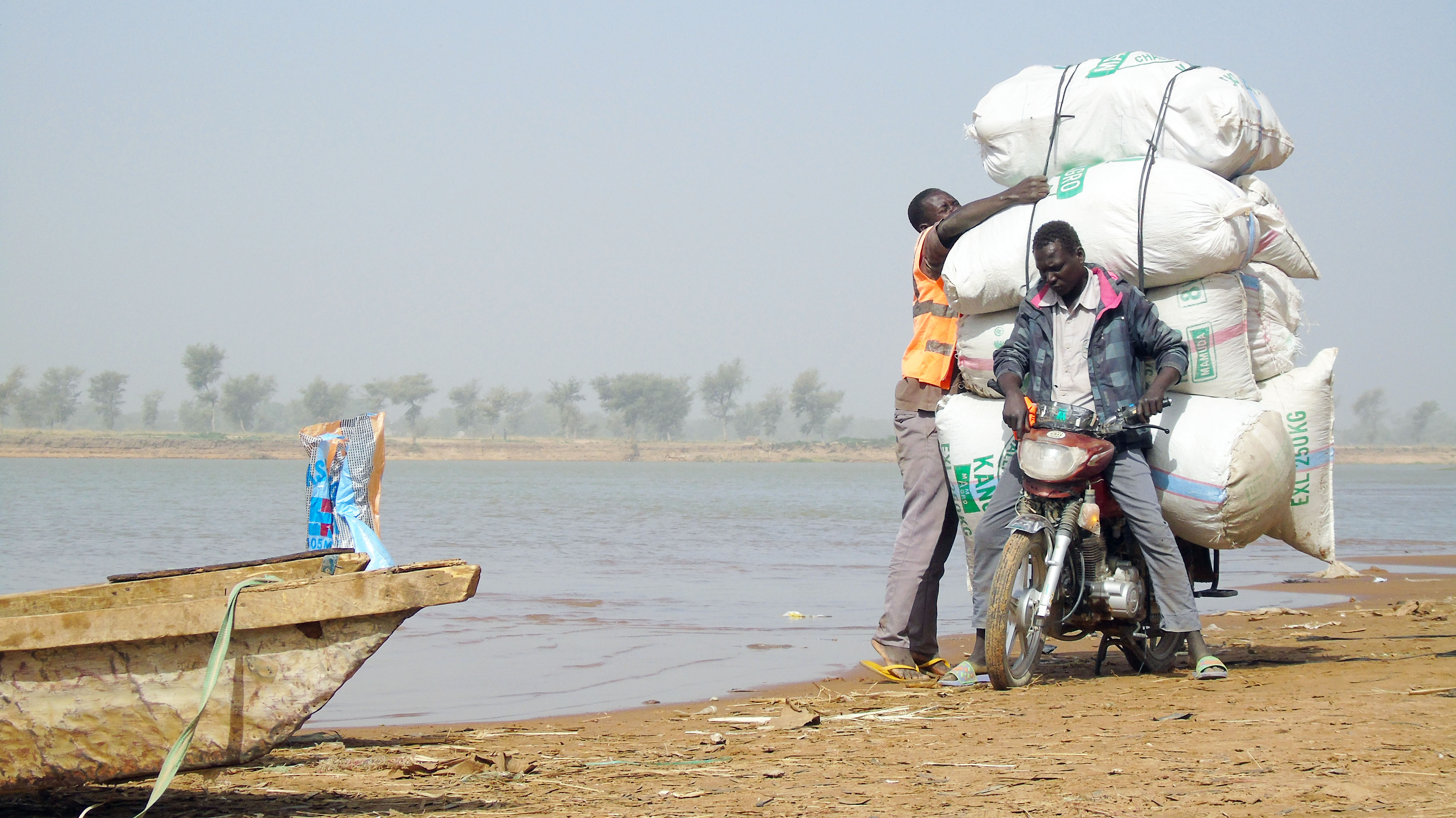
ロゴーヌ川のほとりで荷物を運ぶタクシー